# Isophyllia
Isophyllia es un género de coral duro, orden Scleractinia, que pertenece a la familia Mussidae.
Tras la muerte del coral, su esqueleto contribuye a la generación de nuevos arrecifes en la naturaleza, debido a que la acción del CO2 convierte muy lentamente su esqueleto en bicarbonato cálcico, sustancia esta asimilable directamente por las colonias coralinas.

## Especies
El Registro Mundial de Especies Marinas acepta en este género 3 especies, de las que la UICN ha evaluado el estado de conservación de una de ellas:
- Isophyllia erythraea. Klunz. Estado: No evaluado
- Isophyllia rigida. (Dana, 1848). Estado: No evaluado
- Isophyllia sinuosa. (Ellis & Solander). Estado: Preocupación menor ver. 3.1

## Morfología
Forma colonias de tipo masivo, meandroides o cerioides, según la especie, con formas hemisfericas o de lomas. Los septos de los coralitos son finos y puntiagudos. 
Los colores de los pólipos pueden ser, gris-verdoso, lavanda, marrón o amarillo, contrastando el color de los valles y las crestas de la colonia.
Tiene tentáculos "barredores", que son más finos de diámetro que los normales y que pueden expandir  buscando alimento o agrediendo a otros corales, en la lucha por el espacio y la luz. Estos apéndices son extremadamente agresivos para el resto de habitantes del arrecife, tanto para peces como para el resto de invertebrados, ya que contienen células urticantes llamadas nematocistos. También puede sacar su estómago al exterior para devorar un coral contiguo, y, una vez digerido restablecerlo a su interior.
Las colonias, normalmente pequeñas, alcanzan los 20 cm de diámetro.

## Hábitat y distribución
Se encuentra en aguas tropicales del océano Atlántico occidental, desde Florida, golfo de México, Caribe, Bahamas y Bermudas. 
Localizados en un amplio rango de hábitats del arrecife, desde lagunas protegidas hasta laderas interiores o exteriores, en aguas tranquilas y desde 1 a 20 m de profundidad.

## Alimentación
En la naturaleza se nutre principalmente de la fotosíntesis realizada por las algas zooxantelas que habitan el tejido de sus pólipos. Las algas realizan la fotosíntesis produciendo oxígeno y azúcares, que son aprovechados por los corales, y se alimentan de los catabolitos del coral, especialmente fósforo y nitrógeno.
Esto le proporciona entre el 75 y el 90% de sus requerimientos nutricionales, completando su alimentación mediante la captura de zooplancton y la absorción de materia orgánica disuelta del agua.

## Reproducción
Las colonias son hermafroditas, macho y hembra en el mismo organismo, normalmente incuban las larvas internamente.
Las larvas deambulan por la columna de agua hasta que se posan y fijan en el lecho marino, una vez allí se convierten en pólipos y comienzan a secretar carbonato cálcico para construir su esqueleto, denominado coralito. Asimismo, se reproducen mediante gemación del pólipo, dando origen a la colonia coralina, cuyo esqueleto se denomina corallum.